# 주니토니 이야기

《주니토니 이야기》는 주니토니를 원작으로 한 키즈캐슬에듀테인먼트에 제작한 대한민국의 애니메이션으로, 2023년5월 17일부터 MBC TV에서 방영 중이다.

## 방송 일시
| 방송 채널 | 방송일                             | 방송 시간             |
| --------- | ---------------------------------- | --------------------- |
| MBC TV    | 2023년 5월 17일 ~ 2024년 11월 23일 | 종료                  |
| MBC TV    | 2025년 1월 13일 ~                  | 매주 일 오전 7시 25분 |

## 등장 인물
- 주니
- 토니

## 목소리 출연
- 김연우: 주니
- 김은아: 토니

## 방영 목록
| 회차  | 주제                                      | 방송일자         |
| ----- | ----------------------------------------- | ---------------- |
| 1화   | 꿈을 모아 직업체험 1부                    | 2023년 5월 17일  |
| 2화   | 꿈을 모아 직업체험 2부                    | 2023년 5월 24일  |
| 3화   | 꿈을 모아 직업체험 3부                    | 2023년 5월 31일  |
| 4화   | 꿈을 모아 직업체험 4부                    | 2023년 6월 7일   |
| 5화   | 꿈을 모아 직업체험 5부                    | 2023년 6월 14일  |
| 6화   | 꿈을 모아 직업체험 6부                    | 2023년 6월 21일  |
| 7화   | 꿈을 모아 직업체험 7부                    | 2023년 6월 28일  |
| 8화   | 꼬물꼬물 곤충 1부                         | 2023년 7월 5일   |
| 9화   | 꼬물꼬물 곤충 2부                         | 2023년 7월 12일  |
| 10화  | 꼬물꼬물 곤충 3부                         | 2023년 7월 19일  |
| 11화  | 꼬물꼬물 곤충 4부                         | 2023년 7월 26일  |
| 12화  | 신비한 우주 1부                           | 2023년 8월 2일   |
| 13화  | 신비한 우주 2부                           | 2023년 8월 9일   |
| 14화  | 공룡 친구들 1부                           | 2023년 8월 16일  |
| 15화  | 공룡 친구들 2부                           | 2023년 8월 23일  |
| 16화  | 동물의 왕국 1부                           | 2023년 8월 30일  |
| 17화  | 동물의 왕국 2부                           | 2023년 9월 6일   |
| 18화  | 동물의 왕국 3부                           | 2023년 9월 13일  |
| 19화  | 동물의 왕국 4부                           | 2023년 10월 11일 |
| 20화  | 바른 생활 지킴이 1부                      | 2023년 10월 18일 |
| 21화  | 바른 생활 지킴이 2부                      | 2023년 10월 25일 |
| 22화  | 바른 생활 지킴이 3부                      | 2023년 11월 1일  |
| 23화  | 바른 생활 지킴이 4부                      | 2023년 11월 8일  |
| 24화  | 바른 생활 지킴이 5부                      | 2023년 11월 15일 |
| 25화  | 바른 생활 지킴이 6부                      | 2023년 11월 22일 |
| 26화  | 바른 생활 지킴이 7부                      | 2023년 11월 29일 |
| 27화  | 바른 생활 지킴이 8부                      | 2023년 12월 13일 |
| 28화  | 내 몸이 궁금해                            | 2023년 12월 20일 |
| 29화  | 가족 동요 1부                             | 2024년 1월 3일   |
| 30화  | 가족 동요 2부공주가 될 테야 1부           | 2024년 1월 10일  |
| 31화  | 공주가 될 테야 2부                        | 2024년 1월 17일  |
| 32화  | 공주가 될 테야 3부두근두근 탐험대 1부     | 2024년 1월 24일  |
| 33화  | 두근두근 탐험대 2부                       | 2024년 1월 31일  |
| 34화  | 두근두근 탐험대 3부맛있는 친구들 1부      | 2024년 2월 7일   |
| 35화  | 맛있는 친구들 2부                         | 2024년 2월 14일  |
| 36화  | 맛있는 친구들 3부                         | 2024년 2월 21일  |
| 37화  | 맛있는 친구들 4부부릉빵빵 탈것송 1부      | 2024년 2월 28일  |
| 38화  | 부릉빵빵 탈것송 2부                       | 2024년 3월 6일   |
| 39화  | 부릉빵빵 탈것송 3부으랏차차 스포츠 1부    | 2024년 3월 13일  |
| 40화  | 으랏차차 스포츠 2부                       | 2024년 3월 22일  |
| 41화  | 신기한 바다 동물                          | 2024년 3월 29일  |
| 42화  | 알록달록 색깔나라 1부                     | 2024년 4월 5일   |
| 43화  | 알록달록 색깔나라 2부                     | 2024년 4월 12일  |
| 44화  | 이런 놀이 어때? 1부                       | 2024년 4월 17일  |
| 45화  | 이런 놀이 어때? 2부                       | 2024년 4월 24일  |
| 46화  | 이런 놀이 어때? 3부                       | 2024년 5월 5일   |
| 47화  | 초록초록 지구 1부                         | 2024년 5월 12일  |
| 48화  | 초록초록 지구 2부                         | 2024년 5월 19일  |
| 49화  | 최고의 대결 1부                           | 2024년 5월 26일  |
| 50화  | 최고의 대결 2부                           | 2024년 6월 2일   |
| 51화  | 최고의 대결 3부                           | 2024년 6월 9일   |
| 52화  | 최고의 대결 4부                           | 2024년 6월 16일  |
| 53화  | 큐리큐리송 1부                            | 2024년 6월 23일  |
| 54화  | 큐리큐리송 2부                            | 2024년 6월 30일  |
| 55화  | 큐리큐리송 3부                            | 2024년 7월 7일   |
| 56화  | 큐리큐리송 4부                            | 2024년 7월 14일  |
| 57화  | 큐리큐리송 5부                            | 2024년 7월 21일  |
| 58화  | 큐리큐리송 6부                            | 2024년 7월 28일  |
| 59화  | 큐리큐리송 7부                            | 2024년 8월 4일   |
| 60화  | 큐리큐리송 8부                            | 2024년 8월 11일  |
| 61화  | 마시메롱 친구들 1부                       | 2024년 9월 7일   |
| 62화  | 마시메롱 친구들 2부                       | 2024년 9월 14일  |
| 63화  | 마시메롱 친구들 3부                       | 2024년 9월 21일  |
| 64화  | 마시메롱 친구들 4부꿈을 모아 직업체험 8부 | 2024년 9월 28일  |
| 65화  | 즐거운 송송송 1부                         | 2024년 10월 5일  |
| 66화  | 즐거운 송송송 2부                         | 2024년 10월 12일 |
| 67화  | 최고의 대결 5부                           | 2024년 10월 19일 |
| 68화  | 최고의 대결 6부초록초록 지구 3부          | 2024년 10월 26일 |
| 69화  | 초록초록 지구 4부                         | 2024년 11월 2일  |
| 70화  | 초록초록 지구 5부이런 놀이 어때? 4부      | 2024년 11월 9일  |
| 71화  | 이런 놀이 어때? 5부                       | 2024년 11월 16일 |
| 72화  | 으랏차차 스포츠 3부사랑하는 우리 가족     | 2024년 11월 23일 |
| 73화  | 찰칵찰칵 생생탐구 1부                     | 2025년 1월 13일  |
| 74화  | 찰칵찰칵 생생탐구 2부                     | 2025년 1월 20일  |
| 75화  | 찰칵찰칵 생생탐구 3부                     | 2025년 2월 3일   |
| 76화  | 찰칵찰칵 생생탐구 4부                     | 2025년 2월 10일  |
| 77화  | 찰칵찰칵 생생탐구 5부                     | 2025년 2월 17일  |
| 78화  | 바른 생활 지킴이 9부                      | 2025년 2월 24일  |
| 79화  | 바른 생활 지킴이 10부                     | 2025년 3월 10일  |
| 80화  | 바른 생활 지킴이 11부                     | 2025년 3월 17일  |
| 81화  | 바른 생활 지킴이 12부                     | 2025년 3월 24일  |
| 82화  | 바른 생활 지킴이 13부                     | 2025년 4월 6일   |
| 83화  | 바른 생활 지킴이 14부생활안전 교실        | 2025년 4월 13일  |
| 84화  | 동물의 왕국 5부                           | 2025년 4월 20일  |
| 85화  | 동물의 왕국 6부                           | 2025년 4월 27일  |
| 86화  | 동물의 왕국 7부                           | 2025년 5월 4일   |
| 87화  | 동물의 왕국 8부마시메롱 친구들 5부        | 2025년 5월 11일  |
| 88화  | 마시메롱 친구들 6부                       | 2025년 5월 18일  |
| 89화  | 마시메롱 친구들 7부바른 생활 지킴이 15부  | 2025년 5월 25일  |
| 90화  | 바른 생활 지킴이 16부맛있는 친구들 5부    | 2025년 6월 1일   |
| 91화  | 알록달록 색깔나라 3부                     | 2025년 6월 8일   |
| 92화  | 알록달록 색깔나라 4부                     | 2025년 6월 15일  |
| 93화  | 알록달록 색깔나라 5부                     | 2025년 6월 22일  |
| 94화  | 알록달록 색깔나라 6부최고의 대결 7부      | 2025년 6월 29일  |
| 95화  | 세계 문학 박사 1부                        | 2025년 7월 6일   |
| 96화  | 세계 문학 박사 2부                        | 2025년 7월 13일  |
| 97화  | 세계 문학 박사 3부꿈을 모아 직업 체험 9부 | 2025년 7월 20일  |
| 98화  | 흔들어 댄스 타임 1부                      | 2025년 7월 27일  |
| 99화  | 흔들어 댄스 타임 2부공룡 친구들 3부       | 2025년 8월 3일   |
| 100화 | 큐리큐리송 9부                            | 2025년 8월 10일  |
| 101화 | 큐리큐리송 10부                           | 2025년 8월 17일  |

## 결방 및 편성안내
- 2023년 9월 20일: 중계방송 국회 인사청문회 이균용 대법원장 후보자의 관계로 인해 결방했다.
- 2023년 9월 27일, 10월 4일: 항저우 아시안 게임의 관계로 인해 결방했다.
- 2023년 12월 6일: 중계방송 국회 인사청문회 조희대 대법원장 후보자의 관계로 인해 결방했다.
- 2023년 12월 20일: 중계방송 박상우 국토교통부장관 후보자 인사청문회의 관계로 인해 오후 1시 20분으로 편성했다.
- 2024년 3월 20일: 글로벌 건강 비법 최강 백세 재방송으로 인해 22일 오전 11시 30분으로 편성했다.
- 2024년 4월 19일: 글로벌 건강 비법 최강 백세 재방송으로 인해 17일 오전 11시 45분으로 편성했다.
- 2024년 4월 26일: MBC 특별 생방송 시민 300, 인구절벽을 막아라의 관계로 인해 24일 오전 11시 15분으로 편성했다.
- 2025년 1월 19일: 중계방송 국회 법사위 긴급 현안질의의 관계로 인해 결방했다.
- 2025년 1월 27일, 3월 3일: 대체공휴일의 관계로 인해 결방했다.